# Rhododendron sinosimulans
Rhododendron sinosimulans är en ljungväxtart som beskrevs av D. F. Chamberlain. Rhododendron sinosimulans ingår i släktet rododendron, och familjen ljungväxter. Inga underarter finns listade i Catalogue of Life.